# Ferocactus peninsulae
Ferocactus peninsulae là một loài thực vật có hoa trong họ Cactaceae. Loài này được (A.A.Weber) Britton & Rose mô tả khoa học đầu tiên năm 1922.

## Hình ảnh

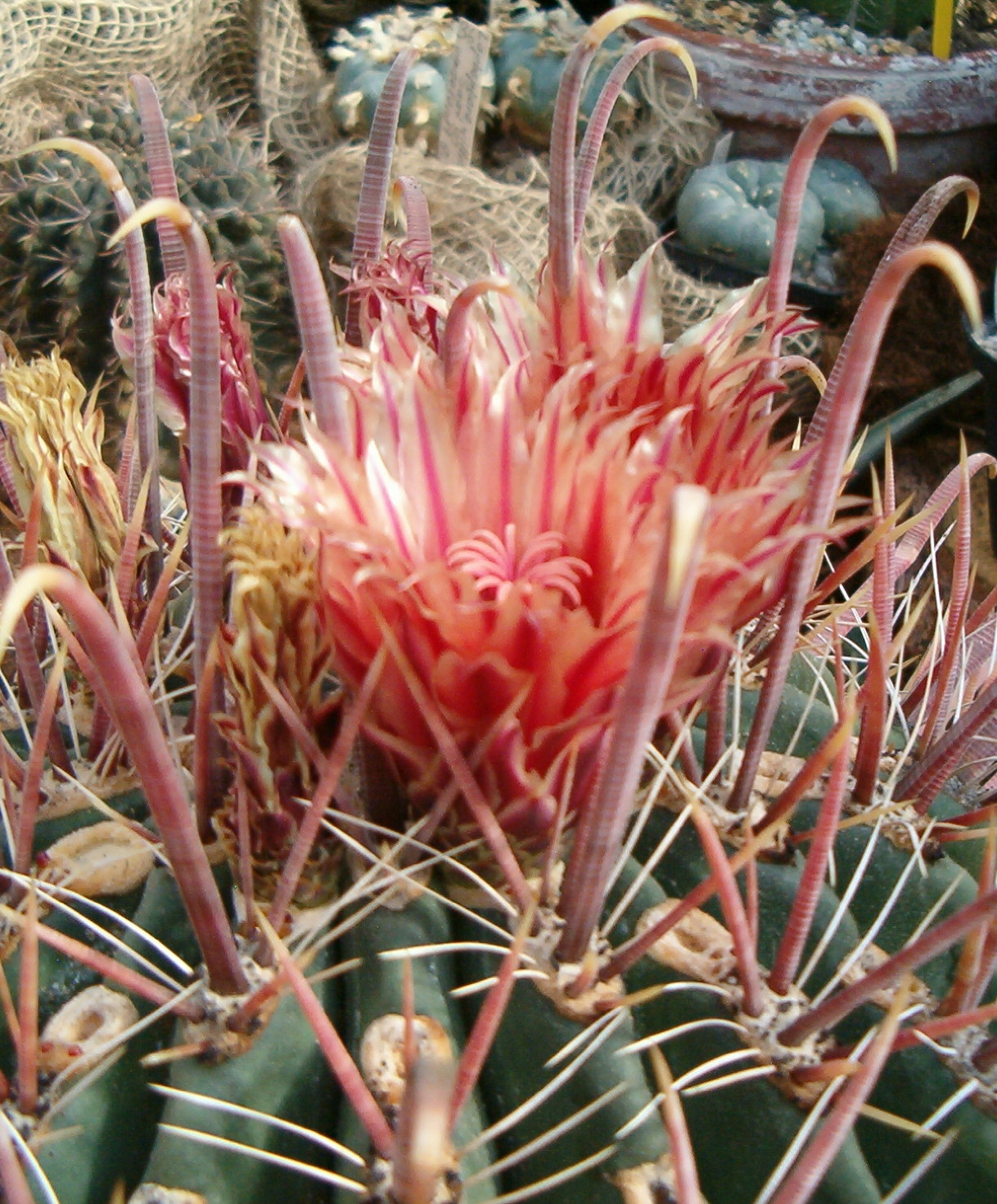
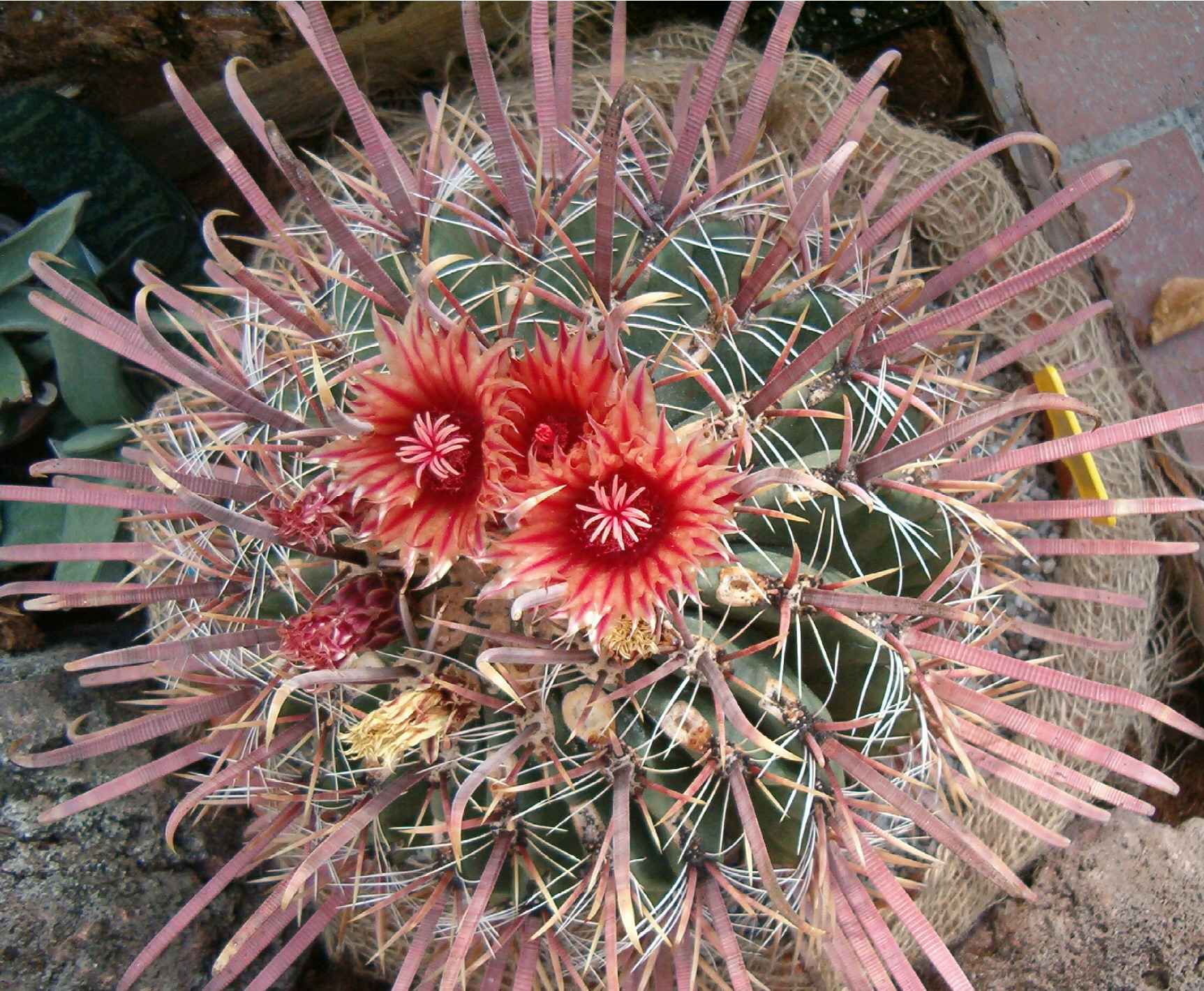
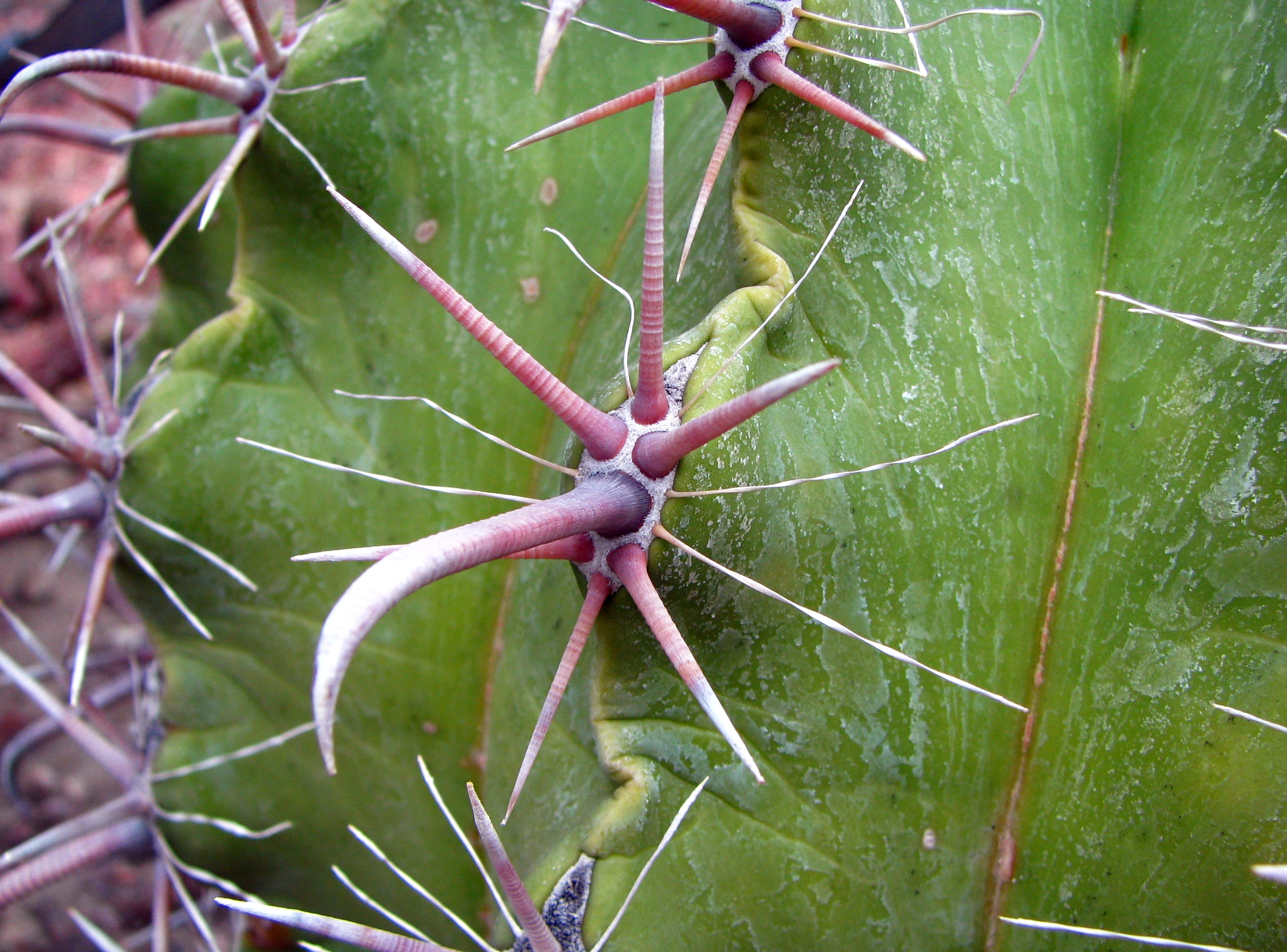
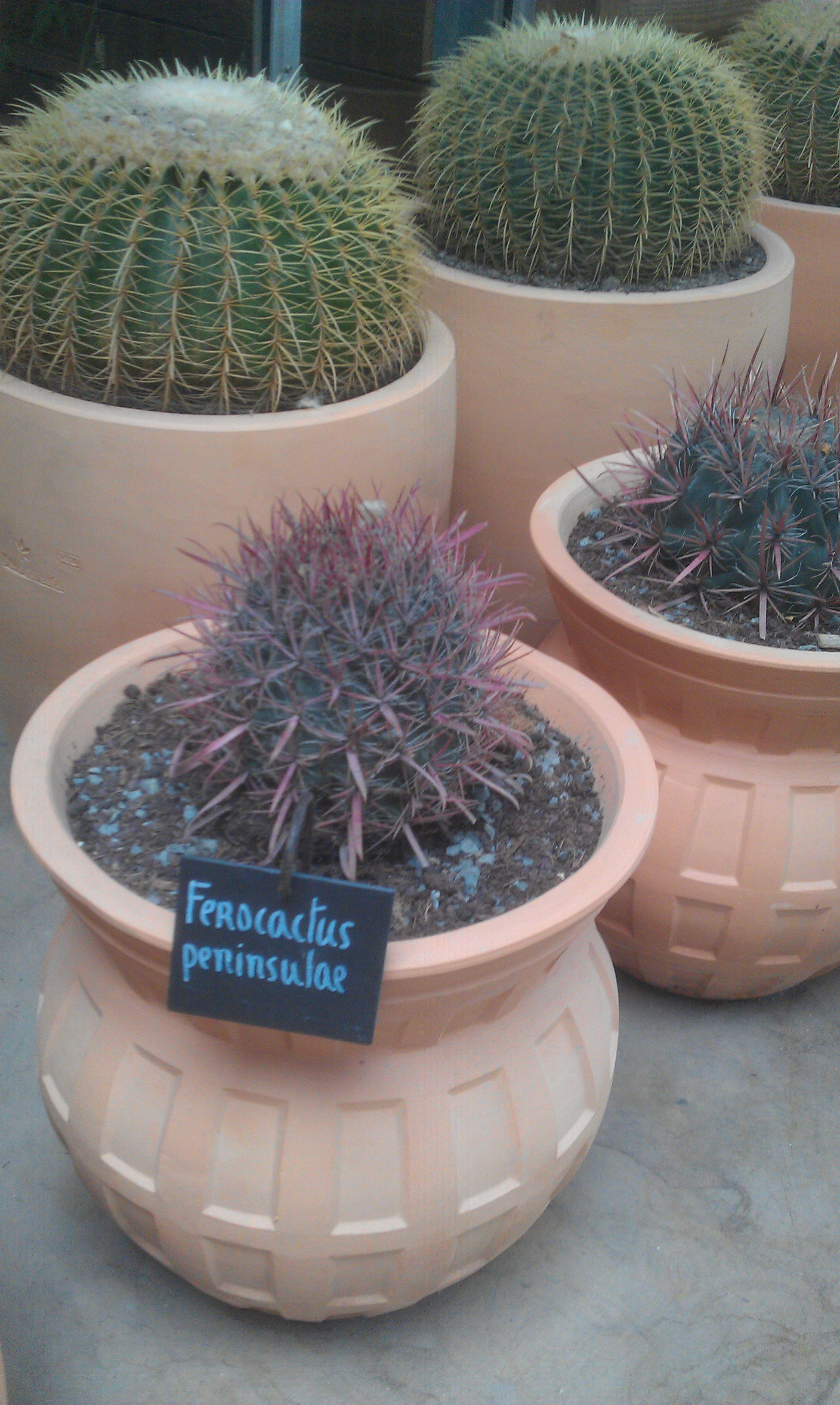